# لینکووا
لینکووا (به لاتین: Linkuva) در لیتوانی با جمعیت ۱٬۷۷۰ نفر است که در اوکشتایتیا واقع شده‌است.